# Курумани
Курумани (исп. Curumaní) — город и муниципалитет на северо-востоке Колумбии, на территории департамента Сесар.

## История
Поселение, из которого позже вырос город, было основано 26 ноября 1579 года. Муниципалитет (в составе департамента Магдалена) был образован в 1965 году. В 1967 году Курумани вошёл в состав департамента Сесар.

## Географическое положение

Муниципалитет Курумани

Город расположен в центральной части департамента, западнее хребта Восточная Кордильера, на расстоянии приблизительно 140 километров к юго-юго-западу (SSW) от Вальедупара, административного центра департамента. Абсолютная высота — 112 метров над уровнем моря.

Муниципалитет Курумани граничит на севере с муниципалитетом Чиригуана, на юге и западе — с муниципалитетом Чимичагуа, на юго-востоке — с территорией департамента Северный Сантандер.
Площадь муниципалитета составляет 931 км². Среднегодовая температура воздуха — 30 °C.

## Население
По данным Национального административного департамента статистики Колумбии, совокупная численность населения города и муниципалитета в 2012 году составляла 25 348 человек.
Динамика численности населения муниципалитета по годам:
| 2005   | 2006   | 2007   | 2008   | 2009   | 2010   | 2011   | 2012   |
| ------ | ------ | ------ | ------ | ------ | ------ | ------ | ------ |
| 27 560 | 27 268 | 26 959 | 26 642 | 26 323 | 26 010 | 25 682 | 25 348 |

Согласно данным переписи 2005 года мужчины составляли 50,2 % от населения Курумани, женщины — соответственно 49,8 %. В расовом отношении белые и метисы составляли 75,3 % от населения города; негры, мулаты и райсальцы — 24,7 %.
Уровень грамотности среди всего населения составлял 79,2 %.

## Экономика
Основу экономики Курумани составляют сельскохозяйственное производство, лесная промышленность, рыболовство и горнодобывающая промышленность.

59,8 % от общего числа городских и муниципальных предприятий составляют предприятия торговой сферы, 33,4 % — предприятия сферы обслуживания, 5,3 % — промышленные предприятия, 1,5 % — предприятия иных отраслей экономики.